# Nokia Nseries

Logo der NSeries

Die Nokia NSeries war eine Mobiltelefon-Produktlinie des finnischen Herstellers Nokia. Telefone dieser Serie sind Multifunktionsgeräte, die insbesondere zum Surfen im Internet verwendet werden können. Ebenso sind Funktionen zur Wiedergabe von Musik, zur Aufzeichnung von Videos, zur Fotografie und zur Unterhaltung (Spiele) eingebaut. Die Geräte wurden daher als Smartphone eingestuft. Die Anbindung an das Internet erfolgt über WLAN und/oder 3G, zum Teil mit HSDPA.

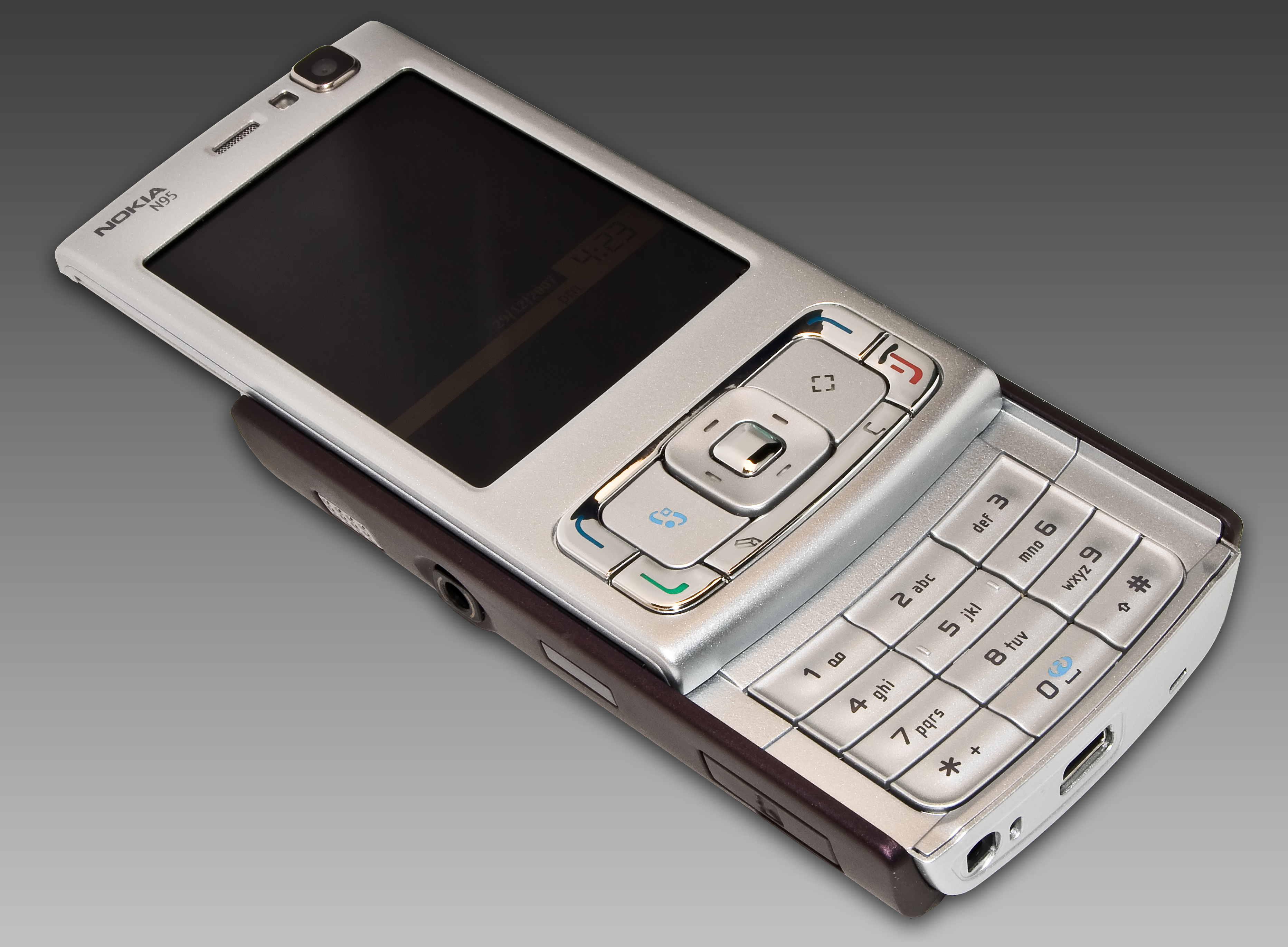
N95, ein Nseries-Gerät

## Ankündigung der Nseries
Die Nseries wurde von Nokia am 27. April 2005 auf einer Pressekonferenz in Amsterdam als High-End-Serie angekündigt. Sie führte eine für Nokia bis dahin unübliche Produktbezeichnung ein. Statt wie bisher die Modelle mit Zahlen zu versehen (z. B. Nokia 7650 oder 3310) wurden die Modelle nunmehr mit dem führenden Buchstaben N bezeichnet, weswegen man von der Nseries spricht. Drei konkrete Produkte wurden angekündigt: Das für Fotografie besonders geeignete Klappmodell N90 (zweites Quartal 2005), das Barrengerät N70 (drittes Quartal 2005) und das MP3-Handy N91 (viertes Quartal 2005). Bis Ende des Jahres 2005 wurden weitere Produkte der Nseries in Aussicht gestellt.
Zusammen mit der Produktankündigung wurden auch die ersten technischen Details der Geräte bekanntgegeben. Allen Produkten gemeinsam sind die Einordnung als Smartphone sowie die Verwendung des Betriebssystems Symbian und der Benutzeroberfläche S60. Mit der Einführung der Nseries hoffte Nokia, nach rückläufigen Marktanteilen in den vergangenen Jahren wieder Kunden zurückzugewinnen.
Nach dem großen Erfolg der ersten drei Handys wurden 2006 bis 2008 etliche weitere Modelle angekündigt und produziert. Von den Modellen N70, N73, N80, N91 und N93 wurden zudem Sondereditionen veröffentlicht. Außerdem gibt es diese Modelle in diversen Produktvariationen für verschiedene Absatzmärkte mit veränderten Funktionseigenschaften.
2005 veröffentlichte Nokia die für den Businessbereich vorgesehene Eseries, die den qualitativ höherwertigen Bereich des Gesamtsortiments von Nokia bilden sollte.

## Betriebssystem
Während bei den Geräten der Nseries bis 2010 ausschließlich das Betriebssystem Symbian OS zum Einsatz kam (mit Ausnahme der Nokia Internet Tablets 770, N8x0 und N900, die unter Maemo laufen), kündigte Nokia am 24. Juni 2010 an, die Geräte-Serie in Zukunft mit dem offenen Betriebssystem und Maemo-Nachfolger MeeGo auszurüsten. Das N8-00 ist demnach das letzte Nokia-Smartphone der N-Serie mit Symbian. Bei MeeGo, das unter dem Dach der Linux Foundation entwickelt wird, setzt Nokia auf das Qt-SDK, mit dem sich sowohl Symbian- als auch MeeGo-Apps entwickeln lassen. Anwendungsentwickler müssen sich also nicht umstellen.

## Technische Daten

### Erste Generation (Ankündigung 27. April 2005)
| Kenngröße                 | N70                                                        | N90                                                        | N91                                                               |
| ------------------------- | ---------------------------------------------------------- | ---------------------------------------------------------- | ----------------------------------------------------------------- |
| Verkaufsstart             | 3. Quartal 2005                                            | 2. Quartal 2005                                            | 2. Quartal 2006                                                   |
| Funknetz                  | GSM Triband 900/1800/1900 MHz + UMTS                       | GSM Triband 900/1800/1900 MHz + UMTS                       | GSM Triband 900/1800/1900 MHz + UMTS                              |
| Maße                      | 108,8 × 53 × 21,8 mm                                       | 112 × 51 × 24 mm                                           | 113,1 × 55,2 × 22 mm                                              |
| Gewicht                   | 126 g                                                      | 173 g                                                      | 156 g                                                             |
| Display-Auflösung (Pixel) | 176 × 208                                                  | 352x416 (Hauptdisplay), 128x128 (Außendisplay)             | 176 × 208                                                         |
| Display-Farbtiefe         | 262.144                                                    | 262.144 (Hauptdisplay), 65.536 (Außendisplay)              | 262.144                                                           |
| Akkulaufzeit (Standby)    | 240 h                                                      | 240 h                                                      | 190 h                                                             |
| Betriebssystem            | Symbian OS                                                 | Symbian OS                                                 | Symbian OS                                                        |
| Oberfläche                | S60                                                        | S60                                                        | S60                                                               |
| Schnittstellen            | Bluetooth                                                  | Bluetooth                                                  | Bluetooth, WLAN                                                   |
| Kamera (Pixel)            | 1600 × 1200                                                | 1600 × 1200                                                | 1600 × 1200                                                       |
| CPU                       | Prozessor-Typ: TI OMAP 1710 Architektur: ARM-926 (220 MHz) | Prozessor-Typ: TI OMAP 1710 Architektur: ARM-926 (220 MHz) | Prozessor-Typ: TI OMAP 1710 Architektur: ARM-926 (220 MHz)        |
| Besonderheiten            | –                                                          | Carl-Zeiss-Optik, Hochauflösendes Display                  | 4-GB-Festplatte                                                   |
| Modellvariationen (Typ)   | - N70-1 (RM-84) - N70-5 (RM-99)                            | - N90-1 (RM-42)                                            | - N91-1 (RM-43) - N91-2 (RM-43) - N91-5 (RM-158) - N91-6 (RM-158) |

### Zweite Generation (Ankündigung 2. November 2005)
| Kenngröße                 | N71                                                        | N80                                                        | N92                                                        |
| ------------------------- | ---------------------------------------------------------- | ---------------------------------------------------------- | ---------------------------------------------------------- |
| Verkaufsstart             | 1. Quartal 2006                                            | 1. Quartal 2006                                            | nicht verfügbar in Deutschland                             |
| Funknetz                  | GSM Triband 900/1800/1900 MHz + UMTS                       | GSM Quadband 850/900/1800/1900 MHz + UMTS                  | GSM Triband 900/1800/1900 MHz + UMTS                       |
| Maße                      | 98,6 × 51,2 × 23 mm                                        | 95,4 × 50 × 23,4 mm                                        | 107,4 × 58,2 × 24,8 mm                                     |
| Gewicht                   | 139 g                                                      | 134 g                                                      | 191 g                                                      |
| Display-Auflösung (Pixel) | 320 × 240; 128 × 128                                       | 352 × 416                                                  | 320 × 240; 128 × 36                                        |
| Display-Farbtiefe         | 262.144; 65.536                                            | 262.144                                                    | 16,7 Mio.; 65.536                                          |
| Akkulaufzeit              | 210 h                                                      | 180 h                                                      | 330 h                                                      |
| Betriebssystem            | Symbian OS                                                 | Symbian OS                                                 | Symbian OS                                                 |
| Oberfläche                | S60                                                        | S60                                                        | S60                                                        |
| Schnittstellen            | Bluetooth, Infrarot                                        | Bluetooth, Infrarot, WLAN                                  | Bluetooth, WLAN                                            |
| Kamera, (Pixel)           | 1600 × 1200                                                | 2048 × 1536                                                | 1600 × 1200                                                |
| CPU                       | Prozessor-Typ: TI OMAP 1710 Architektur: ARM-926 (220 MHz) | Prozessor-Typ: TI OMAP 1710 Architektur: ARM-926 (220 MHz) | Prozessor-Typ: TI OMAP 1710 Architektur: ARM-926 (220 MHz) |
| Besonderheiten            | –                                                          | 3 Schnittstellen, Hochauflösendes Display                  | TV-Tuner (DVB-H)                                           |
| Modellvariationen (Typ)   | - N71-1 (RM-67) - N71-5 (RM-112)                           | - N80-1 (RM-92) - N80-3 (RM-91)                            | - N92-1 (RM-100) - N92-2 (RM-101)                          |

### Dritte Generation (Ankündigung 25. April 2006)
| Kenngröße                 | N72                                                        | N73                                                        | N93                                                                      |
| ------------------------- | ---------------------------------------------------------- | ---------------------------------------------------------- | ------------------------------------------------------------------------ |
| Verkaufsstart             | 2. Quartal 2006                                            | 3. Quartal 2006                                            | 3. Quartal 2006                                                          |
| Funknetz                  | GSM Triband 900/1800/1900 MHz + UMTS                       | GSM Quadband 850/900/1800/1900 MHz + UMTS                  | GSM Triband 900/1800/1900 MHz + UMTS                                     |
| Maße                      | 108,8 × 53,3 × 21,8 mm                                     | 110 × 49 × 19 mm                                           | 118,2 × 55,5 × 28,2 mm                                                   |
| Gewicht                   | 124 g                                                      | 116 g                                                      | 180 g                                                                    |
| Display-Auflösung (Pixel) | 176 × 208                                                  | 240 × 320                                                  | 320 × 240 (Hauptdisplay), 128 × 36 (Außendisplay)                        |
| Display-Farbtiefe         | 262.144                                                    | 262.144                                                    | 262.144 (Hauptdisplay), 65.536 (Außendisplay)                            |
| Akkulaufzeit              | 260 h                                                      | 350 h                                                      | 240 h                                                                    |
| Betriebssystem            | Symbian OS                                                 | Symbian OS                                                 | Symbian OS                                                               |
| Oberfläche                | S60                                                        | S60                                                        | S60                                                                      |
| Schnittstellen            | Bluetooth                                                  | Bluetooth, Infrarot                                        | Bluetooth, Infrarot, WLAN                                                |
| Kamera (Pixel)            | 1600 × 1200                                                | 2048 × 1536                                                | 2048 × 1536                                                              |
| CPU                       | Prozessor-Typ: TI OMAP 1710 Architektur: ARM-926 (220 MHz) | Prozessor-Typ: TI OMAP 1710 Architektur: ARM-926 (220 MHz) | Prozessor-Typ: TI OMAP 2420 Architektur: ARM-11 (330 MHz)                |
| Besonderheiten            | –                                                          | Carl-Zeiss-Optik                                           | Carl-Zeiss-Optik, 3-fach optischer Zoom, Videoaufnahmen in VGA-Auflösung |
| Modellvariationen (Typ)   | *N72-5 (RM-180)                                            | - N73-1 (RM-133) - N73-5 (RM-132)                          | - N93-1 (RM-55) - N93-5 (RM-153)                                         |

### Vierte Generation (Ankündigung 26. September 2006)
| Kenngröße                 | N75                                                        | N95                                                       |
| ------------------------- | ---------------------------------------------------------- | --------------------------------------------------------- |
| Verkaufsstart             | Dezember 2006                                              | April 2007                                                |
| Funknetz                  | GSM Quadband 850/900/1800/1900 MHz + UMTS                  | GSM Quadband 850/900/1800/1900 MHz + UMTS, HSDPA          |
| Maße                      | 110 × 49 × 19 mm                                           | 99 × 53 × 21 mm                                           |
| Gewicht                   | 116 g                                                      | 120 g                                                     |
| Display-Auflösung (Pixel) | 240 × 320 (Hauptdisplay), 128 × 160 (Außendisplay)         | 240 × 320                                                 |
| Display-Farbtiefe         | 16,7 Mio.                                                  | 16,7 Mio.                                                 |
| Akkulaufzeit              | 348 Std.                                                   | 233 Std.                                                  |
| Betriebssystem            | Symbian OS                                                 | Symbian OS                                                |
| Oberfläche                | S60                                                        | S60                                                       |
| Schnittstellen            | Bluetooth, Infrarot                                        | Bluetooth, Infrarot, WLAN, USB                            |
| Kamera (Pixel)            | 1600 × 1200                                                | 2592 × 1944                                               |
| CPU                       | Prozessor-Typ: TI OMAP 1710 Architektur: ARM-926 (220 MHz) | Prozessor-Typ: TI OMAP 2420 Architektur: ARM-11 (330 MHz) |
| Besonderheiten            | nur in Nordamerika erhältlich                              | GPS-Empfänger mit A-GPS, Doppelslider, AV-Out             |
| Modellvariationen (Typ)   | - N75-3 (RM-128)                                           | - N95-1 (RM-159) - N95-3 NAM (RM-160) - N95-5 (RM-245)    |

Bei der Präsentation wurden zusätzlich drei überarbeitete Modelle vorgestellt. Die Geräte N70 und N73 bekommen als Music Edition einen verbesserten Music-Player und eine größere Speicherkarte. Das N91 wird in der Variante N91 8GB mit einer 8-GB-Festplatte ausgeliefert. Des Weiteren bekommen alle drei Modelle ein neues schwarzes Gehäuse. Vom N93 gibt es auch eine N93 Golf-Edition mit einer 1 GB großen miniSD-Speicherkarte, auf der sich eine spezielle Golf-Software befindet. Zudem wird noch eine Schutztasche und eine Handschlaufe mitgeliefert.

### Fünfte Generation (Ankündigung 8. Januar 2007)
| Kenngröße                 | N76                                                | N93i                                                |  |
| ------------------------- | -------------------------------------------------- | --------------------------------------------------- |  |
| Verkaufsstart             | 2. Quartal 2007                                    | 1. Quartal 2007                                     |  |
| Funknetz                  | GSM Quadband + UMTS                                | GSM Triband + UMTS                                  |  |
| Maße                      | 106,5 × 52 × 13,7 mm                               | 108 × 58x 25 mm                                     |  |
| Gewicht                   | 115 g                                              | 163 g                                               |  |
| Display-Auflösung (Pixel) | 240 × 320 (Hauptdisplay), 128 × 160 (Außendisplay) | 240 × 320 (Hauptdisplay), 128 × 36 (Außendisplay)   |  |
| Display-Farbtiefe         | 16,7 Mio.                                          | 16,7 Mio.                                           |  |
| Akkulaufzeit              | 200 Std.                                           | 255 Std.                                            |  |
| Betriebssystem            | Symbian OS                                         | Symbian OS                                          |  |
| Oberfläche                | S60                                                | S60                                                 |  |
| Schnittstellen            | Bluetooth                                          | Bluetooth, Infrarot, WLAN                           |  |
| Kamera (Pixel)            | 1600 × 1200                                        | 2048 × 1536                                         |  |
| Besonderheiten            | Flaches Tastaturfeld                               | Digitale Stabilisierungsfunktion für Videoaufnahmen |  |
| Modellvariationen (Typ)   | - N76-1 (RM-135) - N76-5 (RM-149)                  | - N93i-1 (RM-156) - N93i-5 (RM-157)                 |  |

### Sechste Generation (Ankündigung 29. August 2007)
| Kenngröße                 | N81                                                                     | N82                                                       | N95 8GB                                                            |
| ------------------------- | ----------------------------------------------------------------------- | --------------------------------------------------------- | ------------------------------------------------------------------ |
| Verkaufsstart             | 3. Quartal 2007                                                         | 4. Quartal 2007                                           | 4. Quartal 2007                                                    |
| Funknetz                  | GSM Quadband 850/900/1800/1900 MHz + UMTS WCDMA 2100                    | GSM Quadband 850/900/1800/1900 MHz, UMTS + HSDPA          | GSM Quadband 850/900/1800/1900 MHz, UMTS + HSDPA                   |
| Maße                      | 102 × 52 × 17,9 mm                                                      | 112 × 50,2 × 17,3 mm                                      | 99 × 53 × 21 mm                                                    |
| Gewicht                   | 140 g                                                                   | 114 g                                                     | 129 g                                                              |
| Display-Auflösung (Pixel) | 240 × 320                                                               | 240 × 320                                                 | 240 × 320                                                          |
| Display-Farbtiefe         | 16,7 Mio.                                                               | 16,7 Mio.                                                 | 16,7 Mio.                                                          |
| Akkulaufzeit (Standby)    | bis zu 17 Tage                                                          | 210 h                                                     | 280 h                                                              |
| Betriebssystem            | Symbian OS                                                              | Symbian OS                                                | Symbian OS                                                         |
| Oberfläche                | S60                                                                     | S60 3rd Edition FP1                                       | S60 3rd edition                                                    |
| Schnittstellen            | Bluetooth, WLAN, USB                                                    | Bluetooth, WLAN, USB                                      | Bluetooth, WLAN, USB                                               |
| CPU                       | Prozessor-Typ: Freescale MXC-300-30 Architektur: ARM-11 (369 MHz)       | Prozessor-Typ: TI OMAP 2420 Architektur: ARM-11 (369 MHz) | Prozessor-Typ: TI OMAP 2420 Architektur: ARM-11 (330 MHz)          |
| Kamera (Pixel)            | 1600 × 1200                                                             | 2.592 × 1.944                                             | 2.592 × 1.944                                                      |
| Besonderheiten            | N-Gage Plattform                                                        | Xenon Blitz, A-GPS, AV-Out, N-Gage                        | 8-GB-Flash-Speicher, A-GPS, Doppelslider, AV-Out                   |
| Modellvariationen (Typ)   | - N81-1 8GB (RM-179) - N81-3 (RM-223) - N81-5 (RM-256) - N81-6 (RM-269) | - N82-1 (RM-313) - N82-5 (RM-314)                         | - N95-2 8GB (RM-320) - N95-4 8GB NAM (RM-421) - N95-6 8GB (RM-321) |

### Siebte Generation (Ankündigung 11. Februar 2008)
| Kenngröße                 | N78                                              | N96                                                   |
| ------------------------- | ------------------------------------------------ | ----------------------------------------------------- |
| Verkaufsstart             | 2. Quartal 2008                                  | 3. Quartal 2008                                       |
| Funknetz                  | GSM Quadband 850/900/1800/1900 MHz, UMTS + HSDPA | GSM Quadband 850/900/1800/1900 MHz, UMTS + HSDPA      |
| Maße                      | 113 × 49 × 15 mm                                 | 103 × 55 × 18 mm                                      |
| Gewicht                   | 101,8g                                           | 125g                                                  |
| Display-Auflösung (Pixel) | 240 × 320                                        | 240 × 320                                             |
| Display-Farbtiefe         | 16,7 Mio.                                        | 16,7 Mio.                                             |
| Akkulaufzeit              | etwa 10 Tage                                     | etwa 10 Tage                                          |
| Betriebssystem            | Symbian OS                                       | Symbian OS                                            |
| Oberfläche                | S60 3rd edition                                  | S60 3rd edition                                       |
| Schnittstellen            | Bluetooth, USB, WLAN                             | Bluetooth, USB, WLAN                                  |
| Kamera (Pixel)            | 2048 × 1536                                      | 2592 × 1944                                           |
| Besonderheiten            | FM-Transmitter, A-GPS, Carl-Zeiss-Optik          | 16 Gigabyte interner Speicher, A-GPS, DVB-H Empfänger |
| Modellvariationen (Typ)   | - N78-3 (RM-342) - N78-5 (RM-236)                | - N96-1 (RM-247) - N96-3 (RM-472) - N96-5 (RM-297)    |

### Achte Generation (Ankündigung 26. August 2008)
| Kenngröße                 | N79                                                | N85                                                |
| ------------------------- | -------------------------------------------------- | -------------------------------------------------- |
| Verkaufsstart             | Oktober 2008                                       | Oktober 2008                                       |
| Funknetz                  | GSM Quadband 850/900/1800/1900 MHz, UMTS + HSDPA   | GSM Quadband, 850/900/1800/1900 MHz, UMTS + HSDPA  |
| Maße                      | 110 × 49 × 15 mm                                   | 103 × 50 × 16 mm                                   |
| Gewicht                   | 97g                                                | 128g                                               |
| Display-Auflösung (Pixel) | 240 × 320                                          | 240 × 320                                          |
| Display-Farbtiefe         | 16,7 Mio.                                          | 16,7 Mio.                                          |
| Akkulaufzeit              | etwa 15 Tage                                       | etwa 15 Tage                                       |
| Betriebssystem            | Symbian OS                                         | Symbian OS                                         |
| Oberfläche                | S60 3rd edition                                    | S60 3rd edition                                    |
| Schnittstellen            | Bluetooth, USB, WLAN                               | Bluetooth, USB, WLAN                               |
| Kamera (Pixel)            | 2584 × 1938                                        | 2584 × 1938                                        |
| Besonderheiten            | FM-Transmitter, A-GPS, Wechselbare Cover           | FM-Transmitter, A-GPS, AMOLED-Display              |
| Modellvariationen (Typ)   | - N79-1 (RM-348) - N79-3 (RM-350) - N79-5 (RM-349) | - N85-1 (RM-333) - N85-3 (RM-334) - N85-5 (RM-335) |

### Neunte Generation (Ankündigung 2. Dezember 2008)
| Kenngröße                         | N97 | N97 mini                                                                                              |  |
| --------------------------------- | --- | --- |  |
| Verkaufsstart                     | Juni 2009 | Oktober 2009                                                                                          |  |
| Funknetz                          | GSM Quadband 850/900/1800/1900 MHz, UMTS + HSDPA                                                                       | GSM Quadband 850/900/1800/1900 MHz, UMTS + HSDPA                                                      |  |
| Maße                              | 117 × 55 × 16 mm | 113 × 52,5 × 14,2 mm                                                                                  |  |
| Gewicht                           | 150 g | 138 g                                                                                                 |  |
| Display-Auflösung (Pixel — Größe) | 360 × 640 — 3,5″ | 360 × 640 — 3,2″                                                                                      |  |
| Display-Farbtiefe                 | 16,7 Mio. | 16,7 Mio.                                                                                             |  |
| Akkulaufzeit                      | etwa 17 Tage | etwa 13 Tage                                                                                          |  |
| Betriebssystem                    | Symbian OS (Symbian^1)                                                                                                 | Symbian OS (Symbian^1)                                                                                |  |
| Oberfläche                        | S60 5th edition | S60 5th edition                                                                                       |  |
| Schnittstellen                    | Bluetooth, USB, WLAN                                                                                                   | Bluetooth, USB, WLAN                                                                                  |  |
| Kamera (Pixel)                    | 2584 × 1938 | 2584 × 1938                                                                                           |  |
| CPU                               | ARM 11 (434 MHz) | ARM 11 (434 MHz)                                                                                      |  |
| Besonderheiten                    | Touchscreen, Hochauflösendes 16:9-Display, 32 Gigabyte interner Speicher, Aufklappbare QWERTZ-Tastatur, FM-Transmitter | Touchscreen, Hochauflösendes 16:9-Display, 8 Gigabyte interner Speicher, Aufklappbare QWERTZ-Tastatur |  |
| Modellvariationen (Typ)           | - N97-1 (RM-505) - N97-2 (RM-506) - N97-3 (RM-507) - [N97i (RM-505)]                                                   | - N97-4 Mini (RM-555) - N97-5 Mini (RM-553) - N97-6 Mini (RM-553)                                     |  |

### Zehnte Generation (Ankündigung 27. August 2009)
| Kenngröße                         | N900 |
| --------------------------------- | --- |
| Verkaufsstart                     | 4. Dezember 2009 |
| Funknetz                          | GSM Quadband 850/900/1800/1900 MHz, UMTS + HSDPA                                                                                 |
| Maße                              | 110,9 × 59,8 × 18 mm |
| Gewicht                           | 181 g |
| Display-Auflösung (Pixel — Größe) | 460 × 800 — 3,5″ |
| Display-Farbtiefe                 | 16,7 Mio. |
| Akkulaufzeit                      | etwa 11 Tage (GSM) |
| Betriebssystem                    | Maemo |
| Oberfläche                        | Maemo 5 (Fremantle) |
| Schnittstellen                    | Bluetooth, USB, WLAN, TV-Ausgang                                                                                                 |
| Kamera (Pixel)                    | 2584 × 1938 |
| CPU                               | ARM Cortex-A8 (600 MHz) |
| Besonderheiten                    | resistiver Touchscreen, Hochauflösendes 16:9-Display, 32 Gigabyte interner Speicher, vollständige QWERTZ-Tastatur, GPS-Empfänger |

### Elfte Generation (Ankündigung 27. April 2010)
| Kenngröße                         | N8 |
| --------------------------------- | --- |
| Verkaufsstart                     | September 2010 |
| Funknetz                          | GSM Quadband 850/900/1800/1900 MHz, UMTS + HSDPA |
| Maße                              | 113,5 × 59 × 12,9 mm |
| Gewicht                           | 135 g |
| Display-Auflösung (Pixel — Größe) | 360 × 640 — 3,5″ |
| Display-Farbtiefe                 | 16,7 Mio. |
| Akkulaufzeit                      | etwa 17 Tage |
| Betriebssystem                    | Symbian OS (Symbian^3) |
| Oberfläche                        | S60 Symbian^3 Version 5.2 |
| Schnittstellen                    | Bluetooth, USB, WLAN, HDMI |
| Kamera (Pixel)                    | 4000 × 3000 |
| CPU                               | ARM 11 (680 MHz) |
| Besonderheiten                    | Touchscreen mit Multi-Touch, Hochauflösendes 16:9-Display, 16 Gigabyte interner Speicher, QWERTZ-Tastatur auf Touchscreen, Kompass, GPS-Empfänger, Dolby Digital Plus, FM-Transmitter |

## N7x-Serie
Bei der N7x-Serie handelt es sich um Handys für ambitionierte Benutzer, die Interesse an Multimedia-Anwendungen am Handy haben. Diese Serie zeichnet sich im Gegensatz zur N9x-Serie durch ihre ausgewogene Auswahl an Funktionen aus.

### Nokia N70
Das N70 ist technisch gesehen eine Weiterentwicklung des 6680. Es entspricht in der Ausstattung weitgehend diesem Modell, verfügt jedoch über wesentlich mehr Hauptspeicher und kann so mehr Programme gleichzeitig ausführen (Multitasking). Außerdem ist es mit einem UKW-Radio ausgestattet. Die Kamera auf der Rückseite schießt Fotos mit einer Auflösung von 1600 × 1200 Pixel (zwei anstatt 1,3 Megapixel beim 6680). Mittlerweile gibt es auch eine Music-Edition mit mitgelieferter Speicherkarte mit einem GB Speicher. Das N70 nutzt als Betriebssystem Symbian OS 8.1 a, Series 60 Platform 2nd Edition, FeaturePack 3. Das N70 unterstützt im Gegensatz zu den meisten anderen Nokia-Geräten nicht das SIM Access Profile.

### Nokia N71
Das Nokia N71 ist ein Klapphandy, das über ein Hauptdisplay mit 320 × 240 und ein Außendisplay mit 128 × 128 Pixeln verfügt. Es ist mit einer 2-Megapixel-Kamera, MP3-Player und Radio ausgestattet und kann durch miniSD-Karten bis auf 2 GB erweitert werden.

### Nokia N72

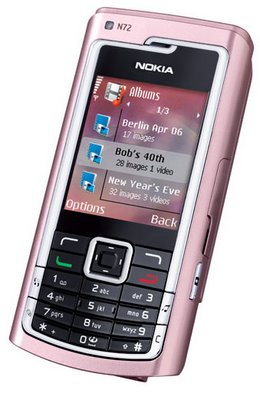
Nokia N72

Das N72 könnte als Nachfolger des N70 betrachtet werden, es verfügt über einige kleinere Funktionserweiterungen. Es sollte im dritten Quartal 2006 erscheinen, allerdings ist es in Deutschland nicht verfügbar.

### Nokia N73

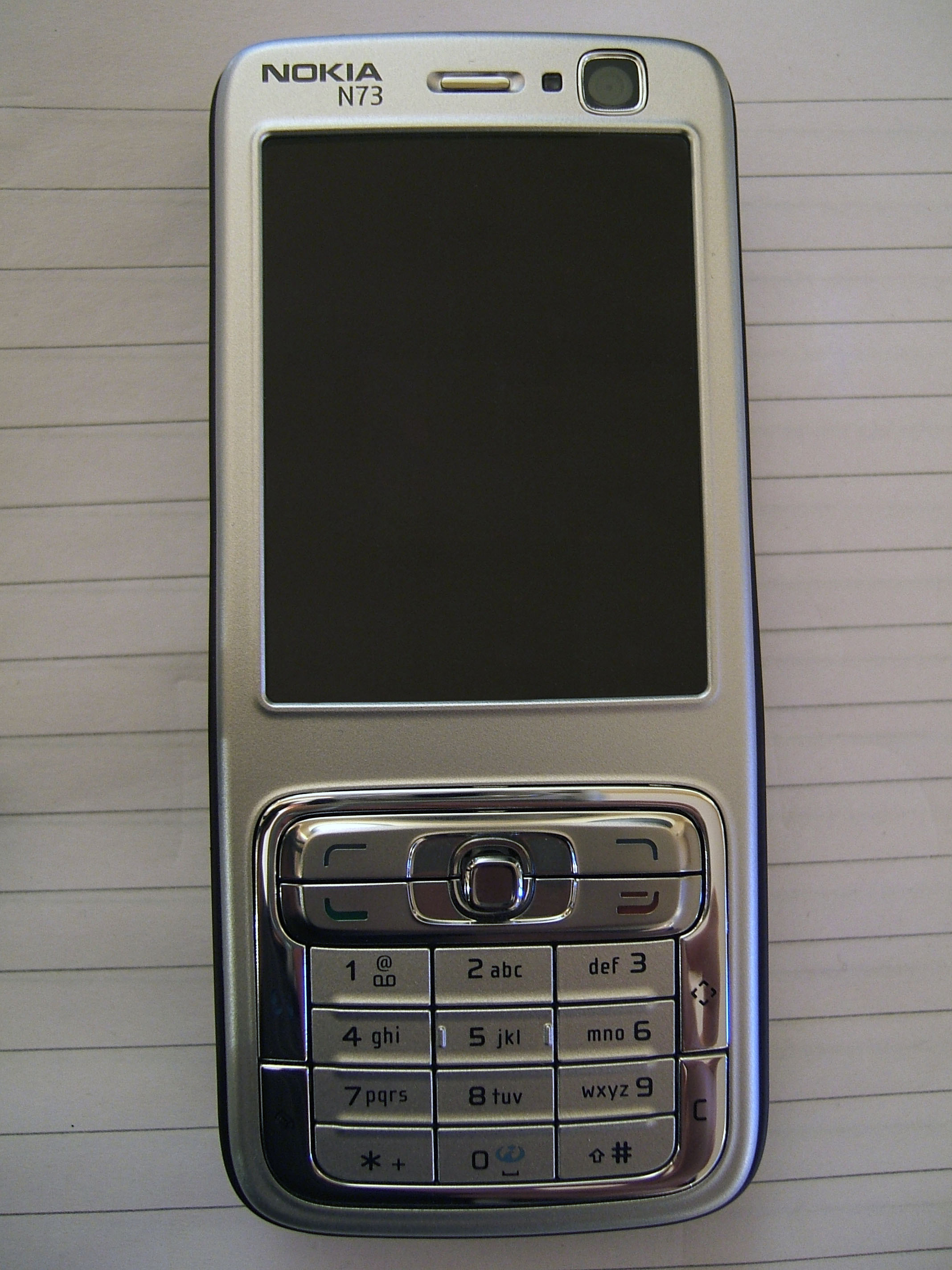
Nokia N73

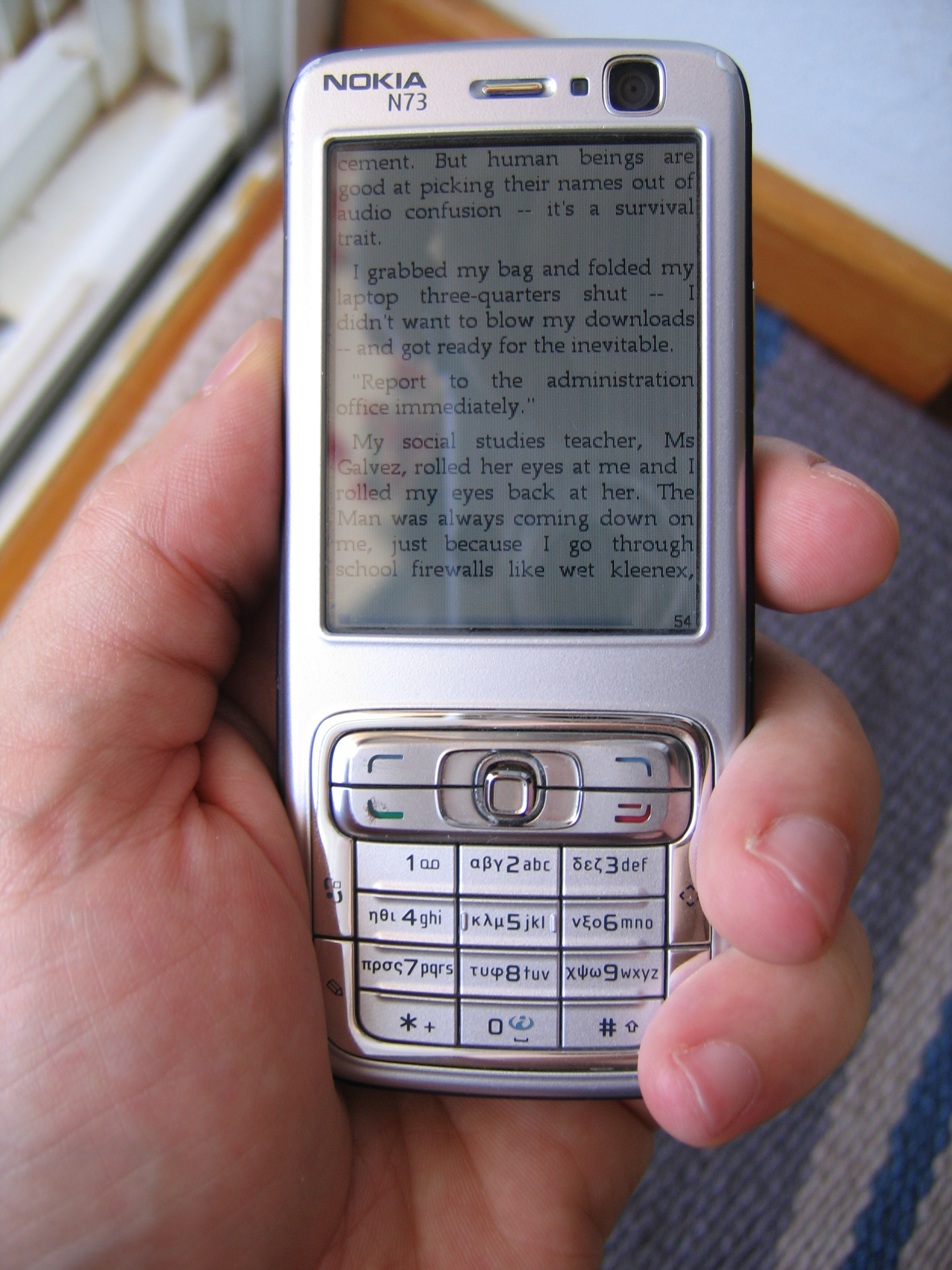
N73 mit Anzeige eines E-Books

Das N73 ist dem Nokia N70 ähnlich und kann (wie auch das N72) als dessen Nachfolger betrachtet werden. Das N73 verfügt über ein feiner auflösendes Display (240 × 320 Pixel) als das N70. Es lässt sich mit miniSD-Karten erweitern (statt DV RS-MMC beim N70). Die größte Neuerung ist die 3,2-Megapixel-Kamera mit Zeiss-Objektiv. Das Handy erschien im August 2006 in silberner Gehäusefarbe. Nebst der Standard-Edition sind eine Music- sowie eine Internet-Edition erhältlich. Des Weiteren sind zwei Varianten des N73 für den US-amerikanischen Markt geplant (N73-5 bzw. N73-6). Diese werden u. a. keine UMTS-Unterstützung und keine Frontkamera aufweisen. Für Japan ist das N73 seit Dezember 2006 unter dem Namen SoftBank 705NK erhältlich.

### Nokia N73 Music Edition
Bei der N73 Music Edition sind im Lieferumfang eine 2-GB-Speicherkarte sowie ein Nokia Musik-Headset HS-28 (statt eines Stereo-Headset HS-23 wie bei der Standard-Edition) enthalten (bei einigen Netzbetreibern wird die Music Edition allerdings weder mit Speicherkarte noch mit Kopfhörern ausgeliefert). Ihr Gehäuse ist im Gegensatz zum normalen silberfarbenen Nokia N73 schwarz. Die Sonderedition enthält zudem eine leicht angepasste Firmware.

### Nokia N75
Das N75 ist ein klassisches Klapphandy mit äußeren Bedientasten für den Mediaplayer. Als Quadbandgerät ist es für den US-amerikanischen Markt vorgesehen, eine Einführung in Europa ist zunächst nicht geplant.

### Nokia N76
Das N76 ist ein aufklappbares Handy mit Schnellzugriffstasten für den Mediaplayer. Das Innendisplay weist eine Bilddiagonale von 2,4 Zoll mit 240 × 320 Pixeln bei 16 Millionen Farben auf. Das Außendisplay, welches bei Inaktivität zum Spiegel wird (ähnlich wie beim 7380), misst diagonal 1,36 Zoll bei 160 × 128 Pixeln mit rund 262.000 Farben. Der interne Speicher beträgt 26 MB und kann mittels MicroSD-Karten auf bis zu 4 GB aufgestockt werden. Ein 3,5-mm-Klinkenstecker ermöglicht den Anschluss eines Standard-Kopfhörers. Neu ist die Unterstützung von DRM-Dateien. Die flache Tastatur mit eingeätzter Beschriftung erinnert an das Motorola RAZR V3/KRZR.

### Nokia N77
Das Nokia N77 war das zweite Handy der NSeries, das über einen DVB-H-Empfänger verfügte. Zudem ist es mit Stereo-Lautsprechern und einem 2,4″-Display ausgestattet, das 16,7 Mio. Farben darstellen kann. Der Speicher kann wie bei allen neueren Modellen durch eine Micro-SD-Karte auf 2 GB erweitert werden. Bislang hat es das Nokia N77 noch nicht auf den deutschen Markt geschafft, da die Ausstrahlung von DVB-H noch nicht deutschlandweit erfolgt.
In Österreich ist es jedoch schon seit einiger Zeit erhältlich.

### Nokia N78
Das Nokia N78 wurde am 11. Februar vorgestellt und ist seit Juni 2008 erhältlich. Das N78 ist das erste Gerät der N7x-Reihe mit integrierter mobiler Navigation. Dieses Modell verfügt neben der üblichen Ausstattung über einen integrierten A-GPS-Empfänger mit kostenlosem Zugang zu Nokia Maps, eine 3,2 MP-Kamera mit Carl-Zeiss-Objektiv und eine Unterstützung für Micro-SD Speicherkarten bis zu einer Größe von 8 GB. Es handelt sich um das erste Nokia Telefon mit FM-Sender, welcher dem Nutzer die Möglichkeit gibt, die Audioausgabe mit Hilfe eines FM-Transmitters an jedes UKW-Radio weiterzuleiten.

### Nokia N79
Das Nokia N79 ist die Weiterentwicklung des N78. Die  Kamera hat nun eine Auflösung von 5 Megapixeln, einen doppelten LED-Blitz und ein Carl-Zeiss-Objektiv. Wie das Vorgängermodell beherrscht es A-GPS, UMTS, WLAN und HSDPA. Im Lieferumfang  sind verschiedenfarbige Akkudeckel. Der interne Speicher ist 50 MB groß und kann durch microSD-Karten um bis zu 8 GB erweitert werden. Das 97 Gramm schwere Modell wurde am 26. August 2008 vorgestellt und ist seit Oktober 2008 erhältlich.

## N8x-Serie

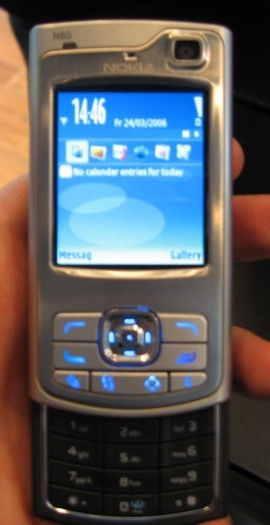
Nokia N80

### Nokia N80
Das N80, ein Slidermodell, ist das erste Handy dieser Reihe, das über Quadband-GSM verfügt. Damit ist es das erste Handy überhaupt, das (mit UMTS) in fünf Netzfrequenzen funkt. Es besaß – bis 2008 und zusammen mit dem N90 – mit 352 × 416 Pixeln auf einer Bildschirmdiagonale von 2,1 Zoll das höchstauflösende Display der gesamten N-Serie; die Pixeldichte beträgt 256 dpi. Das N80 verfügt über eine 3,2-Megapixel-Kamera sowie WLAN, UPnP, MP3-Player, Radio und einen miniSD-Speicherkartenslot. Design und Teile der Tastenanordnung sind dem N70 sehr ähnlich. Auch das gebürstete Edelstahl der Oberfläche erinnert an das N70. Allerdings besitzt es keine Kameraabdeckung. Es ist auch komplett in schwarz erhältlich.
Das N80 Internet Edition bietet zusätzliche Software, unter anderem für das Hochladen von Bildern ins Internet, Podcasting, VoIP und zur Internetsuche. Gegenüber dem N80 gibt es keinerlei Veränderungen an der Hardware. Mittlerweile ist auch die Firmware beider N80-Versionen angeglichen, somit wird nur noch das N80 Internet Edition vertrieben.

### Nokia N81

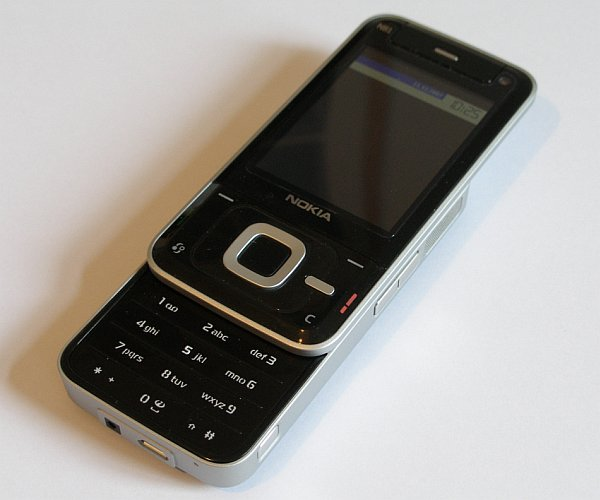
Nokia N81

Das Nokia N81 ist wie das N80 ein Slidermodell, es ist jedoch mehr auf Musik und Spiele ausgerichtet und ähnelt daher eher dem Nokia N91. Es ist seit Dezember 2007 im Handel erhältlich und in einer Grundvariante mit Speicherkartenslot und einer Variante mit 8 GB internem Speicher verfügbar (ohne Speicherkartenslot). Das N81 (nicht das N81 8GB) ist im Gegensatz zum N80 mit microSD-Karten bis zu einer Kapazität von 8 GB aufrüstbar, ab Werk wird das Gerät mit einer 2GB-Speicherkarte ausgeliefert. Es verfügt über eine Bildschirmauflösung von 240 × 320 Pixeln bei 16 Mio. Farben und enthält eine 2-Megapixel-Kamera sowie einen 3,5-mm-Kopfhöreranschluss, Bluetooth mit A2DP-Support und WLAN 802.11b/g. Es ist serienmäßig mit der neuen Nokia N-Gage-Software, mit der man ab Dezember 2007 Spiele und Musik aus dem Internet herunterladen kann, ausgestattet. Das Steuerkreuz, ein abgerundetes Quadrat, ist berührungssensitiv und kann im Multimedia-Menü ähnlich genutzt werden wie der ClickWheel beim Apple iPod. Das N81 ist mit 140 Gramm Gewicht relativ schwer, wozu auch die verarbeiteten Materialien beitragen. Die Rückseite des oberen Sliderelements sowie die Tastaturmatte bestehen aus Metall.

### Nokia N82

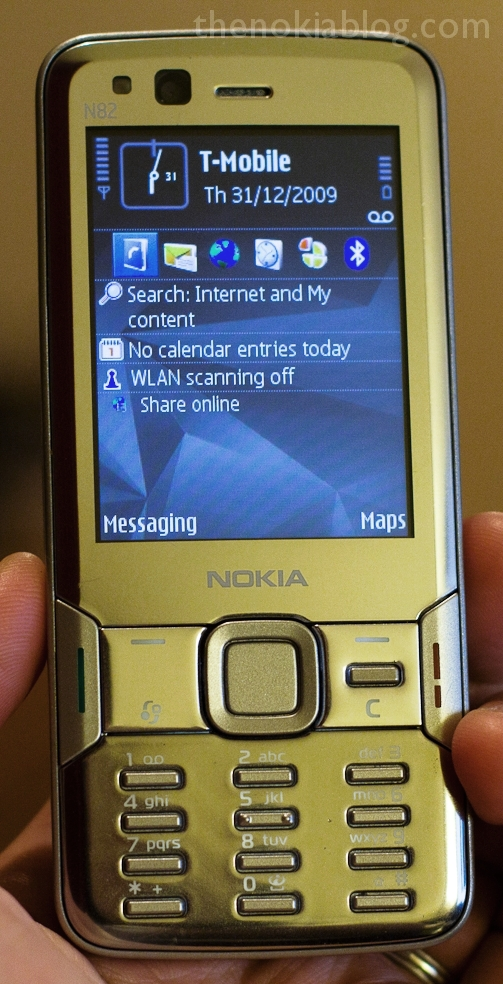
Nokia N82

Das Nokia N82 wurde am 14. November 2007 vorgestellt. Es ist durch die gute Kamera und die herausragende Spieleleistung auf Multimedianutzung ausgelegt. Es ist von seiner Hardware mit dem N95 8GB vergleichbar, allerdings wird das N82 in Barrenform gebaut. Als Betriebssystem kommt Symbian S60 3rd FP1 zum Einsatz. Zum Verkaufsstart war es ausschließlich in Silber erhältlich, später wurde eine schwarze Variante nachgereicht. Es verfügt über eine integrierte 5,0-Megapixel-Kamera, einen A-GPS-Empfänger, WLAN 802.11 b/g, Bluetooth sowie einen 3,5-mm-Klinkenstecker. Durch die Quadband-Unterstützung ist es fast weltweit nutzbar. Ferner werden UMTS und HSDPA (max. 3,6 MBit/s) unterstützt. Über dem Display befindet sich eine VGA-Kamera, diese ist für Videotelefonate gedacht, kann aber auch zum Erstellen von Fotos und Videos genutzt werden. Das Display ist mit 2,4 Zoll zwar kleiner als das des N95 8GB, kann aber ebenso 240 × 320 Pixel darstellen und verfügt über einen Helligkeitssensor, welcher die Displayhelligkeit automatisch an die Lichtverhältnisse der Umgebung anpasst und somit Energie einspart. Das Gerät unterstützt Antialiasing, damit wird eine Glättung des Displayinhaltes bewirkt. Das Gerät besitzt an der rechten Gehäuseseite zwei Stereolautsprecher. Der GPS-Empfänger ist an der Oberseite des Geräts platziert, dadurch wird ein besserer Empfang als mit dem N95 gewährleistet. Zusätzlich ist die Kamera mit einem Xenon-Blitz, einem Autofokus und einem Carl-Zeiss-Objektiv mit Objektivverschluss ausgestattet. Es besitzt zusätzlich einen 3D-Beschleuniger, der wie im N95 und N95 8GB für das flüssigere Arbeiten sorgt und die Spieleplattform N-Gage unterstützt. Es werden jedoch auch mit Java programmierte Spiele und Anwendungen unterstützt. Durch den integrierten A-GPS-Empfänger ist es möglich, mit nachrüstbaren Programmen zu navigieren. Dies ist mit einigen Programmen auch sprachgeführt möglich. Werksseitig ist Nokia Maps 2.0 installiert, eine 90-Tage-Testversion wird mitgeliefert. Es ist ein Update auf die aktuelle Programmversion 3.01 möglich (Stand Sept. 2010). Der interne Speicher hat eine Größe von bis zu 120 MB und kann durch micro-SD-Karten erweitert werden. Nach aktuellen Informationen unterstützt das Gerät MicroSD-Karten bis zu 4 GB (Micro-SDHC mit bis zu 32 GB). Dieses Gerät unterstützt den neuen Kopierschutzstandard OMA-DRM 2.0. Außerdem wurde mit der Firmwareversion v20.0.062 automatisches Geotagging integriert. Die aktuelle Firmwareversion ist die v35.0.002. Das Gerät wird nicht mehr hergestellt und ist daher nicht mehr im Handel erhältlich.

### Nokia N85
Das Nokia N85, das Nachfolgemodell des N81, besitzt als erstes N-Series-Gerät ein OLED-Hauptdisplay. Es ist 2,6 Zoll groß und bietet die übliche QVGA-Auflösung; durch die AMOLED-Technologie ist es stromsparender und farbenprächtiger als die bisher eingesetzten Displays. Das N85 besitzt außerdem den bekannten 2-Wege-Slider mit speziellen Audio- und Spieletasten und soll mit seinem besonders starken Akku bis zu 30 Stunden Musik und bis zu sieben Stunden Videos wiedergeben können. Die Hauptkamera hat, wie beim N82, 5 Megapixel, verfügt jedoch nur über einen Blitz, der aus zwei LEDs besteht. Der interne Speicher ist 77 MB groß und kann mittels microSDHC-Karte erweitert werden, welche im Lieferumfang enthalten ist (8 Gigabyte). Darüber hinaus lässt sich im Zubehör der sogenannte „Zeemote“-Joystick finden, welcher mit Hilfe von Bluetooth eine Verbindung zum Telefon aufbaut und als Ersatz für das Navigationsrad des N85 dient. Das Nokia N85 wurde am 26. August 2008 vorgestellt und im Oktober 2008 ausgeliefert.

### Nokia N86 8MP
Das Nokia N86 8MP ist das erste Mobiltelefon der N-Serie mit einer 8 Megapixel-Kamera. Es besitzt eine 28mm Weitwinkeloptik, variable Aperturblende und einige softwareseitige Features (wie beispielsweise einen Assistenten für Panorama-Fotos), um dem Status als neues Spitzenmodell in Sachen Kamera gerecht zu werden. Allerdings ist wie auch beim N85 nur ein doppelter LED-Blitz verbaut, was den Einsatz bei schlechten Lichtverhältnissen erschwert. Es teilt sich auch viele andere Hardwaredetails mit dem N85, so etwa das OLED-Display mit 2,6 Zoll Diagonale und QVGA-Auflösung, den 2-Wege-Slider und die Erweiterbarkeit per microSD-Karte. Zusätzlich sind aber bereits 8 GB Speicher fest integriert. Das Betriebssystem ist Symbian S60 3rd, Feature Pack 2.

## N9x-Serie

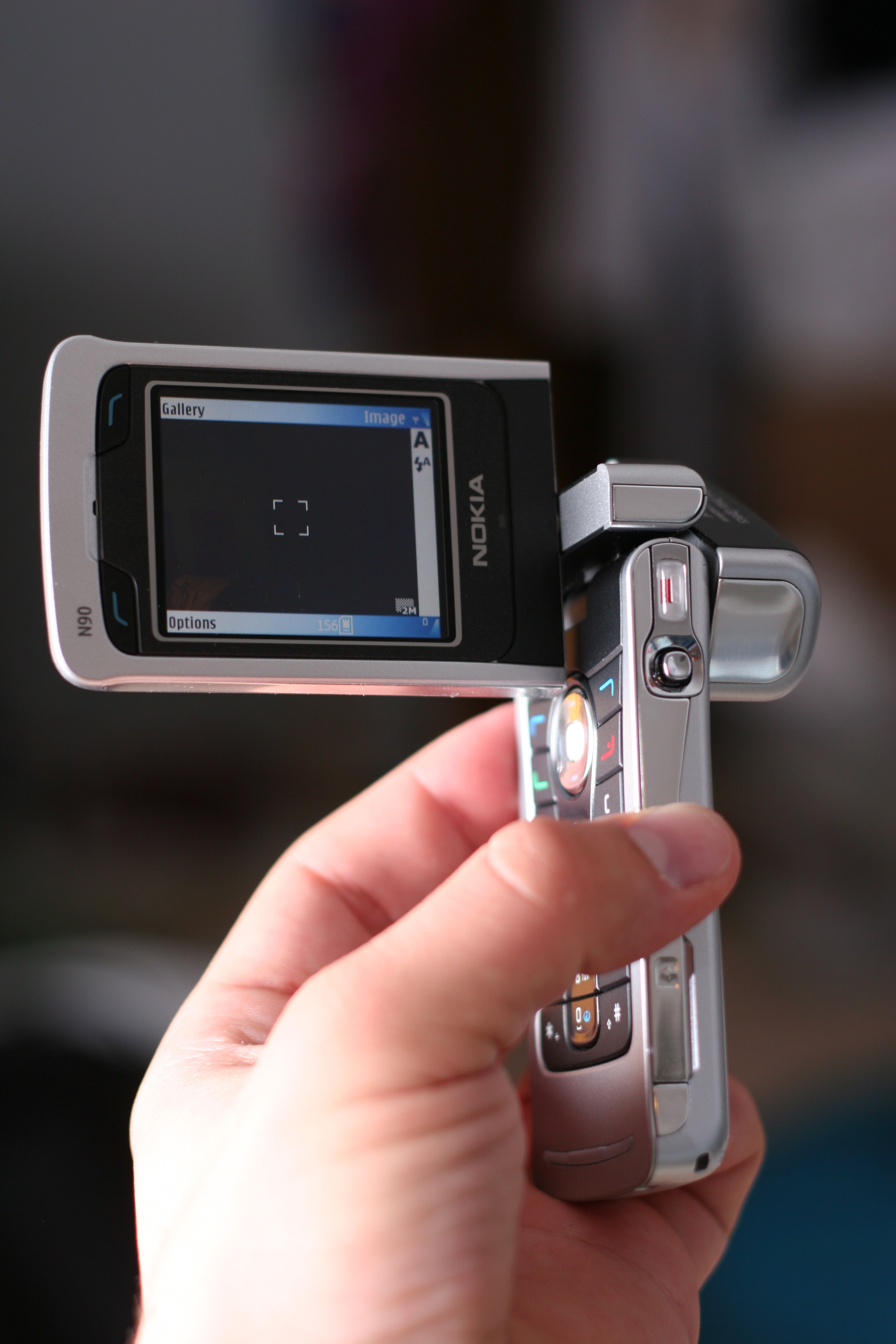
Nokia N90

Die N9x-Serie richtet sich an Anwender, die sich auf einen gewissen mobilen Anwendungsbereich spezialisieren möchten.

### Nokia N90

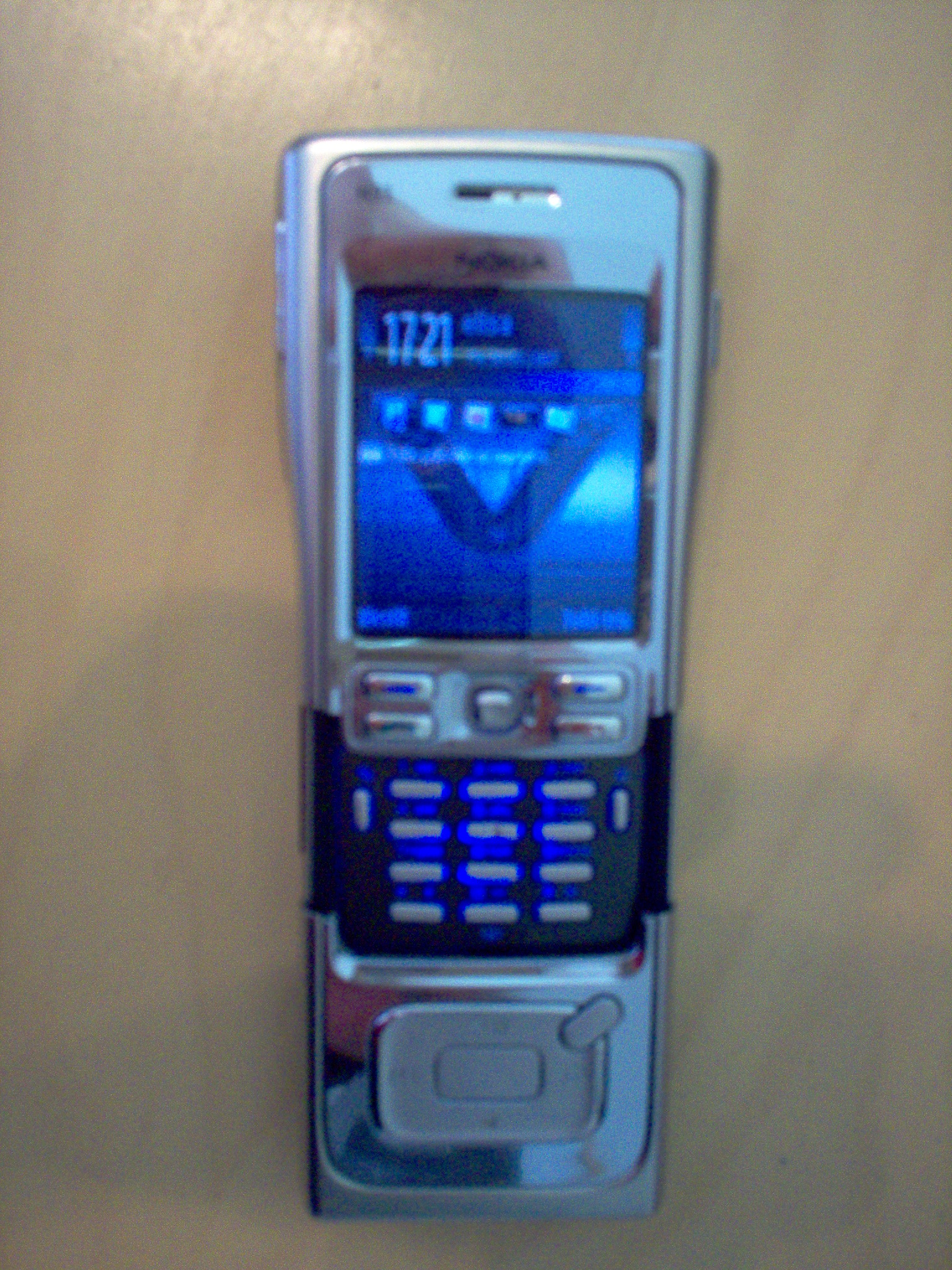
Nokia N91

Dieses Handy richtet sich an die Zielgruppe der fotobegeisterten Handynutzer. Die Besonderheit dieses Handys ist das um ca. 135° drehbare, hochauflösende Display mit 352 × 416 Pixeln, welches sonst nur noch im Nokia N80 und in einigen Modellen der Nokia Eseries verbaut wurde, und die um 315° drehbare 2 Megapixel-Kameraeinheit mit Carl-Zeiss-Objektiv und Autofokus. Es verfügt außerdem über ein kleines Außendisplay mit 128 × 128 Pixeln. Außerdem ist es mit UMTS, Bluetooth und einem Pop-Port ausgestattet. Die Akkulaufzeit beträgt bei nicht sehr intensiver Benutzung ca. 48 Stunden. Dieses Handy hat keinen Vibrationsalarm.

### Nokia N91
Das N91 ist ein Handy mit integrierter 4 GB großer Festplatte, WLAN und mit speziellen Tasten für die Musikwiedergabe. Es hat neben einer USB 2.0-Schnittstelle eine Klinkenbuchse für handelsübliche Kopfhörer. Das N91 kann nicht durch eine Speicherkarte erweitert werden. Später war unter dem Namen N91 8GB auch ein Modellupdate mit einem 8 GB großen Massenspeicher und schwarzem Gehäuse verfügbar.

### Nokia N92
Das Nokia N92 ist ein TV-Handy, das über einen integrierten DVB-H-Tuner verfügt. Es verfügt zudem über ein 2,8″-QVGA-Display mit 16,7 Mio. Farben und WLAN. Dem Handy liegt zudem eine spezielle Software bei, die es auch ermöglicht, Teletext und Fernsehzeitungen mittels ESG abzurufen. Dieses Modell ist mit 191 g das schwerste Modell der N-Serie. Auch dieses Gerät ist derzeit in Deutschland nicht erhältlich.

### Nokia N93

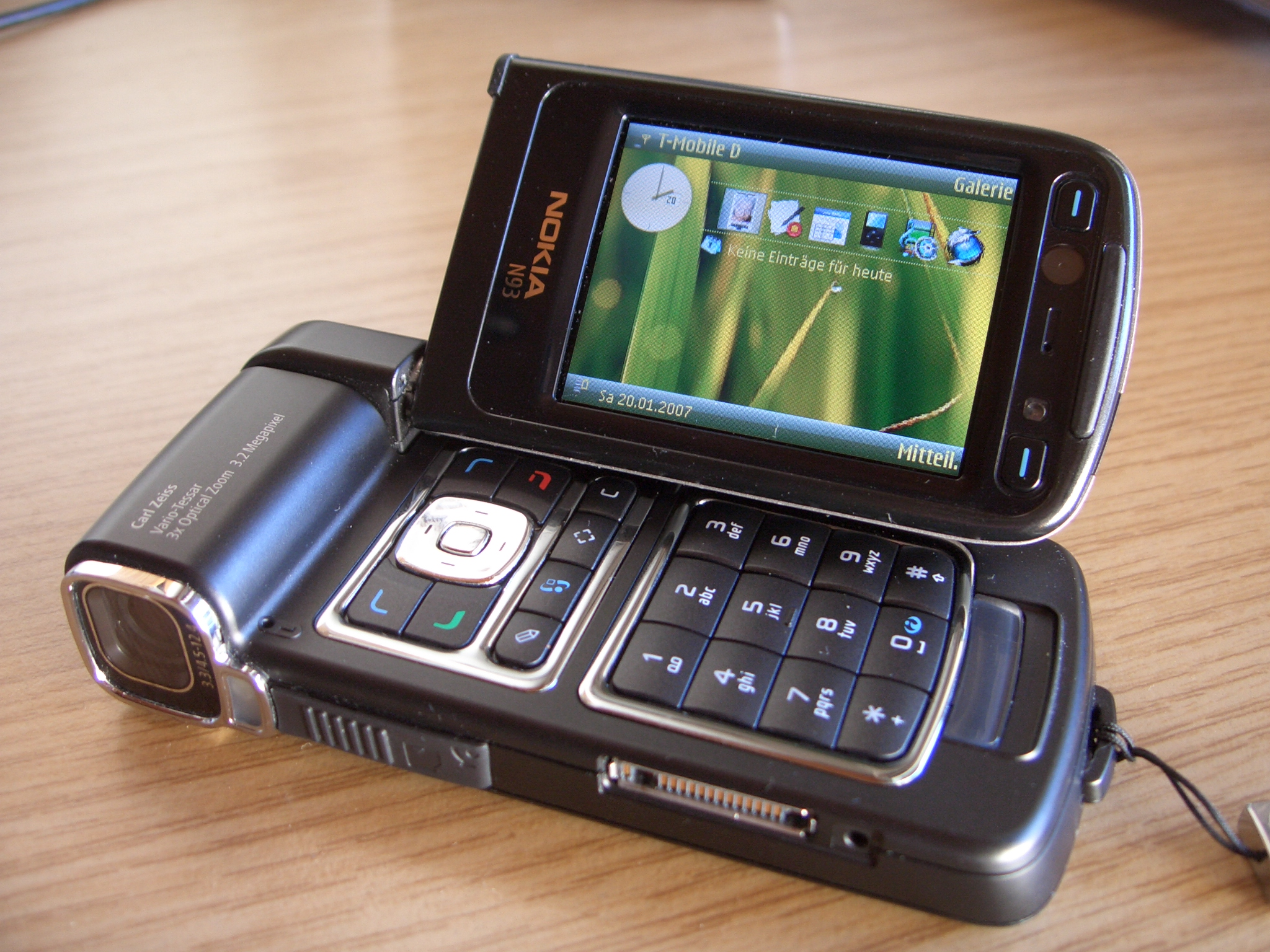
Nokia N93

Das N93 verfügt über eine 3,2-Megapixel-Kamera mit Carl-Zeiss-Optik und eine verbesserte Video-Aufnahmefunktion, die qualitativ bessere Aufnahmen verspricht als bislang bei Handys üblich (lt. Nokia „DVD-ähnlich“, max. 640 × 480 Pixel mit 30 fps) und kann mittels Cinch-AV-Kabels an einen Fernseher angeschlossen werden, um Videos oder Bilder wiederzugeben. Erwähnenswert ist auch der Einsatz eines Grafikbeschleunigers, einer FPU und eines Vertex-Prozessors in der auf ARM 11 basierenden TI OMAP 2420 CPU, wodurch die mitgelieferten 3D-Spiele (System Rush Evolution, Snakes) erst interessant werden. Bedeutend ist ebenfalls der integrierte WLAN-Adapter, welcher dem Nutzer ermöglicht, das Telefon mit einem Access Point zu verbinden und somit günstig das Internet zu nutzen. Das N93 kann als Nachfolgemodell des N90 angesehen werden.
Bei der N93 Golf-Edition handelt es sich um ein Nokia N93, das mit einer Schutztasche, einer Handschlaufe und der Software Nokia Pro Golf-Sessions ausgeliefert wird. Diese Software befindet sich auf einer 1-GB-miniSD-Karte. Zudem liegt dem Paket eine Nokia Golf-Instruktions-DVD bei.

### Nokia N93i
Zum Jahreswechsel 2006/07 wurde das N93i, eine überarbeitete Version des N93, vorgestellt. Es ist von den Dimensionen her annähernd gleich, allerdings wiegt es etwa 20 Gramm weniger. Dadurch wirkt das Gerät schlanker und stilvoller als der Vorgänger. Augenscheinlichster Unterschied ist das neue Design der klappbaren Displayeinheit, die außen nun glatt und spiegelnd statt konvex und dabei rund 5 mm dünner ist. Das OLED-Außendisplay sitzt ähnlich wie beim Nokia 7380 hinter einer spiegelnden Oberfläche, durch das es erst bei Aktivierung hindurchscheint. Auch wurde die Farbdarstellung der Displays verbessert. Gegenüber den 262.144 Farben des N93 ist es dem Hauptdisplay des N93i möglich, bis zu 16 Mio. Farben darzustellen. Die Anordnung einiger Tasten auf den Außenseiten sowie die Position des Speicherkartenslots wurden ebenfalls verändert, um die Bedienung intuitiver zu gestalten. Die Tastatur wurde in Form eines geschlitzten Metallblechs aus einem Stück realisiert. Der Akku wurde um ca. 10 % kapazitätsreduziert, ein Tribut an die verringerte Bauhöhe. Die Fotos werden per Software einer Rauschminderung unterzogen, wodurch die Dateigröße gegenüber dem N93 um ca. 50 % sinkt.
Die Abwandlung Nokia N93i Kino-Edition enthält zusätzliche Klingeltöne und weitere Software-Beigaben zu dem Kinofilm Shooter.

### Nokia N95

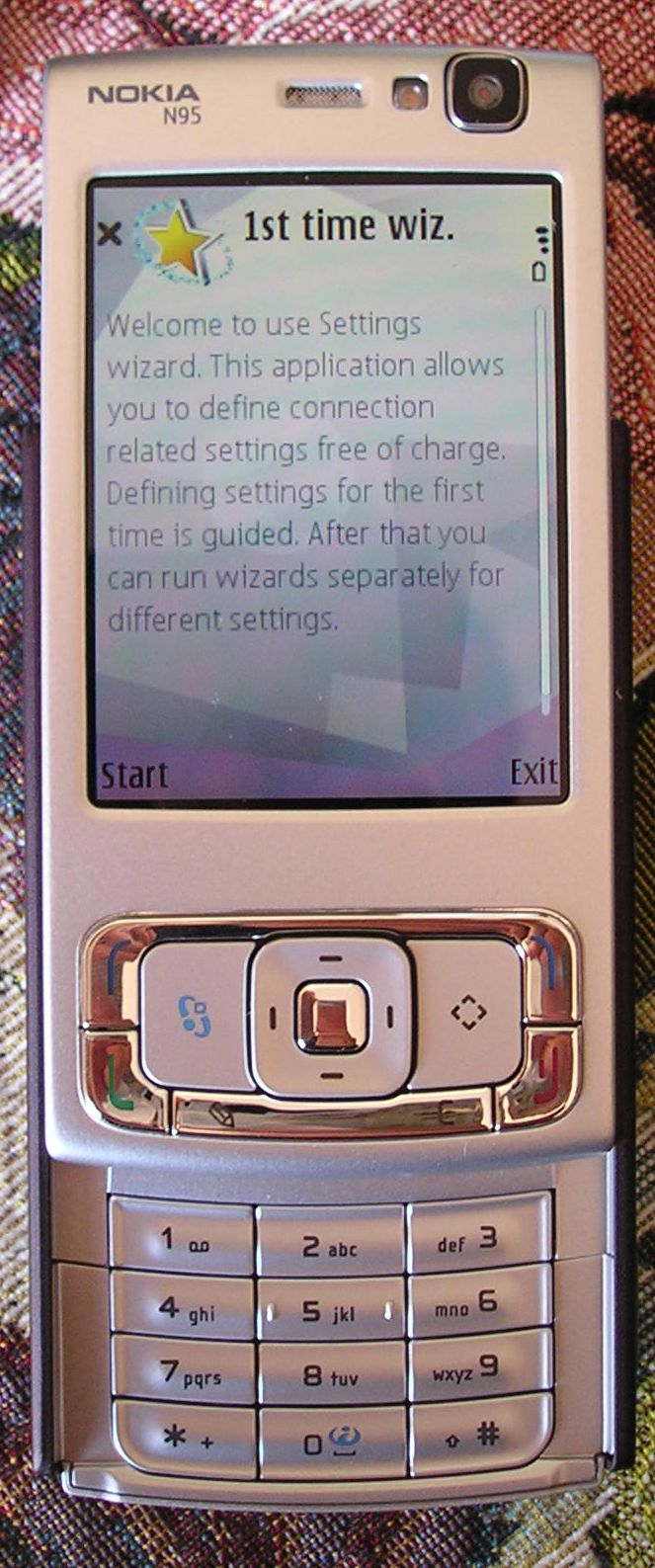
Nokia N95 mit offenem Slider

Das N95 verfügt als erstes Nokia-Handy über einen integrierten GPS-Empfänger zu Navigationszwecken. Das N95 ist eines der ersten Doppelslider: Die hintere Gerätehälfte ist nach beiden Seiten verschiebbar; nach unten geschoben erscheint die Nummerntastatur, nach oben die Bedientasten für den integrierten Musik-Player, wobei sich die Anzeige um 90° dreht und das Querformat aktiviert: den Landscape-Modus.
Das N95 unterstützt Quadband und ist damit für nahezu alle Mobilfunknetze der Welt geeignet. Es verfügt über eine 5-Megapixel-Kamera, mit der laut Nokia auch Videos in „DVD-ähnlicher Qualität“ aufgenommen werden können (mit einer Auflösung von 640 × 480 Pixeln bei 30 fps) und beherrscht als erstes Handy der NSeries HSDPA (Kategorie 6, 3,6 Megabit/s). Des Weiteren hat es eine USB-Schnittstelle sowie eine 3,5-mm-Klinkenbuchse, an der jeder handelsübliche Kopfhörer angeschlossen werden kann. Bluetooth, Infrarot und WLAN zählen zu den weiteren Verbindungsmöglichkeiten, hierbei wird auch UPnP unterstützt. Über die Klinkenbuchse kann zudem ein Cinch Video/Stereo-Audio-Adapter angeschlossen werden, mit dem es möglich ist, den aktuellen Bildschirminhalt des Handydisplays, sowie Bilder, Videos, Spiele etc. auf einem TV-Bildschirm anzuzeigen. Ein Hot-Plug-fähiger microSD-Einschub für Speicherkarten ist ebenfalls vorhanden, jedoch von Nokia nur für die erste Version der Karten bis 2 Gigabyte Speicherplatz freigegeben, für die neueren SDHC-Karten gibt es keine Funktionsgarantie. In der Regel funktionieren SDHC-Karten bis zu 16 GB aber ohne Probleme.
Der GPS-Empfänger arbeitet mit dem GPS 5300 NaviLink-Chip von Texas Instruments (das Nokia 6110 Navigator enthält dagegen den deutlich empfangsstabileren SiRF-Star-III-Chipsatz). Da sich die eingebaute GPS-Antenne unter der „0“-Taste befindet, benötigt das Gerät zur Positionsbestimmung besonders gute Empfangsbedingungen und sollte mit offenem Slider möglichst waagerecht gehalten werden. Als Routenspeicher für eine Tageswanderung (Waytracker) ist das Gerät – auch wegen der zu geringen Akkuleistung – nicht geeignet. Die initiale Positionsbestimmung nach Einschalten des GPS (Kaltstart) dauert 4 bis 15 Minuten; seit der Betriebssystemversion 12.0.013 verfügt das N95 auch über A-GPS, was diese Zeit meist deutlich verkürzt (im Idealfall auf unter 30 Sekunden). Die dabei erforderliche Datenverbindung wird nur kurz beim Start der GPS-Software benötigt und überträgt etwa 7 Kilobyte, was zusätzliche Verbindungskosten verursachen kann.
Das mitgelieferte Datenmaterial lässt sich kostenlos für eine Routenplanung nutzen. Die Nutzung als stimmgeführtes Navigationssystem ist wie auch der Reiseführer kostenpflichtig (Laufzeittarife ab 30 Tage Laufzeit). Alternativ lassen sich Freeware-Lösungen wie zum Beispiel Nav4All oder Google Maps verwenden, die auf den internen GPS-Empfänger zugreifen können. Das Kartenmaterial ist gratis erhältlich.
Kritik erntete das Gerät nach seinem Erscheinen Anfang April 2007 für die geringe Akkulaufzeit. Bei einer Standby-Zeit von ca. 230 Stunden, leerte sich der Akkumulator bei moderater Benutzung des Geräts bereits nach ca. 24 Stunden, intensive Nutzung überstand er nur ca. drei Stunden. Nokia konnte dieses Problem mit einer neuen Firmware-Version etwas lindern.

#### Nokia N95 8GB

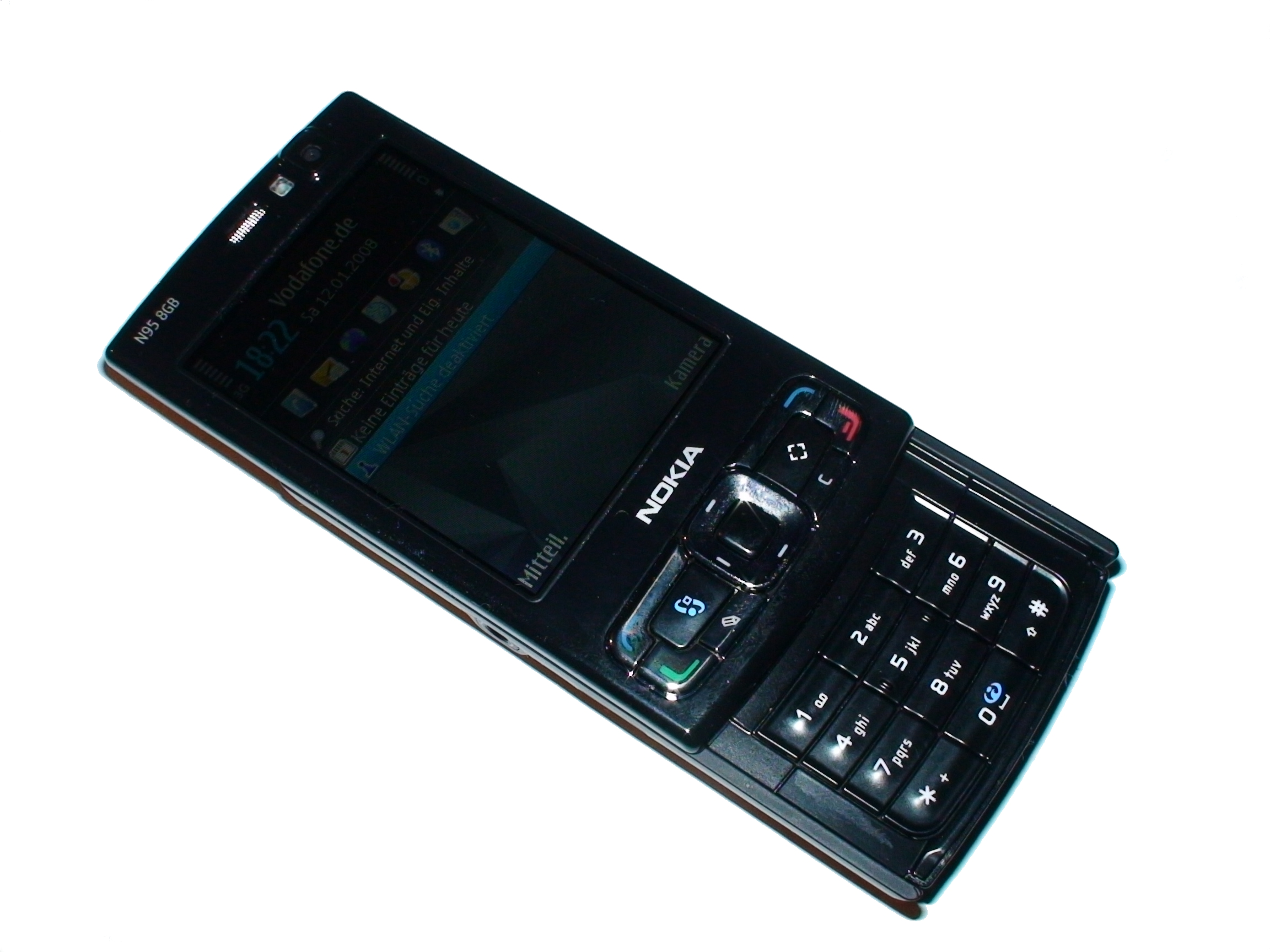
Nokia N95 8GB

Am 29. August 2007 kündigte Nokia eine überarbeitete Version unter dem Namen N95 8GB an, die seit Oktober 2007 angeboten wird. Dieses Modell bietet in einem schwarzen Gehäuse einen von 64 auf 128 Megabyte vergrößerten Arbeitsspeicher und einen fest integrierten Datenspeicher mit 8 GB. Das Display wurde bei gleicher Auflösung von 2,6″ auf 2,8″ vergrößert. Außerdem wird im N95 8GB ein mit 1200 mAh Kapazität deutlich größerer Akku (BL-6F) verbaut (N95: BL-5F mit 950 mAh). Weggefallen ist neben dem Objektivverschluss auch der Kartenslot für austauschbare Speicherkarten, was von der Fachpresse vielfach bemängelt wurde, da das Gerät nur mit einer USB 2.0 Full Speed (12Mbit/s) Schnittstelle ausgestattet wurde (8 GB schreiben/lesen dauert mindestens 90 Minuten). Es gibt eine Version bei der auf dem internen Speicher von Werk aus der Film Spider-Man 3 vorinstalliert ist. Im Herbst 2008 veröffentlichte Nokia ein Firmware-Update für das Nokia N95 8GB nach dem es unter anderem möglich wurde, den Lagesensor des Smartphones zu benutzen, wodurch sich der Bildschirminhalt je nach Lage des Smartphones ausrichtet.

### Nokia N96
Das Nokia N96 wurde am 11. Februar 2008 vorgestellt und erschien am 1. Oktober 2008. Es orientiert sich am Design des N81, allerdings ist das N96 ein Doppelslider wie sein Vorgänger N95. Die großen Neuerungen dieses Modells sind der integrierte DVB-H-Empfänger sowie ein 16 GB großer interner Speicher, der sich mit microSDHC-Karten noch erweitern lässt. Das 2,8″-Display zeigt 240 × 320 Pixel an. Die 5-MP-Kamera wird von zwei LEDs unterstützt (Vorteile ggb. alleinigem Xenon-Blitz: Betrieb des Autofokus unter schlechten Lichtverhältnissen, Licht für Videoaufnahmen, Taschenlampenfunktion) und besitzt eine Optik von Carl Zeiss ohne Linsenschutz. Mittels A-GPS sind mobile Ortsbestimmung, Navigation und Geotagging möglich. Als Kommunikationsschnittstellen dienen WLAN und Bluetooth. Als Betriebssystem kommt Symbian S60 3rd Edition Feature Pack 2 zum Einsatz. Der Akku ist der gleiche wie beim Nokia N95 (BL-5F) und ist somit schwächer als der des N95 8GB. Das integrierte UKW-Radio unterstützt RDS, was bei Nokia-Modellen als Besonderheit gelten kann; bisher verzichtete Nokia auf diese Technik, um die Verbreitung der Eigenentwicklung Visual Radio voranzutreiben.

### Nokia N97

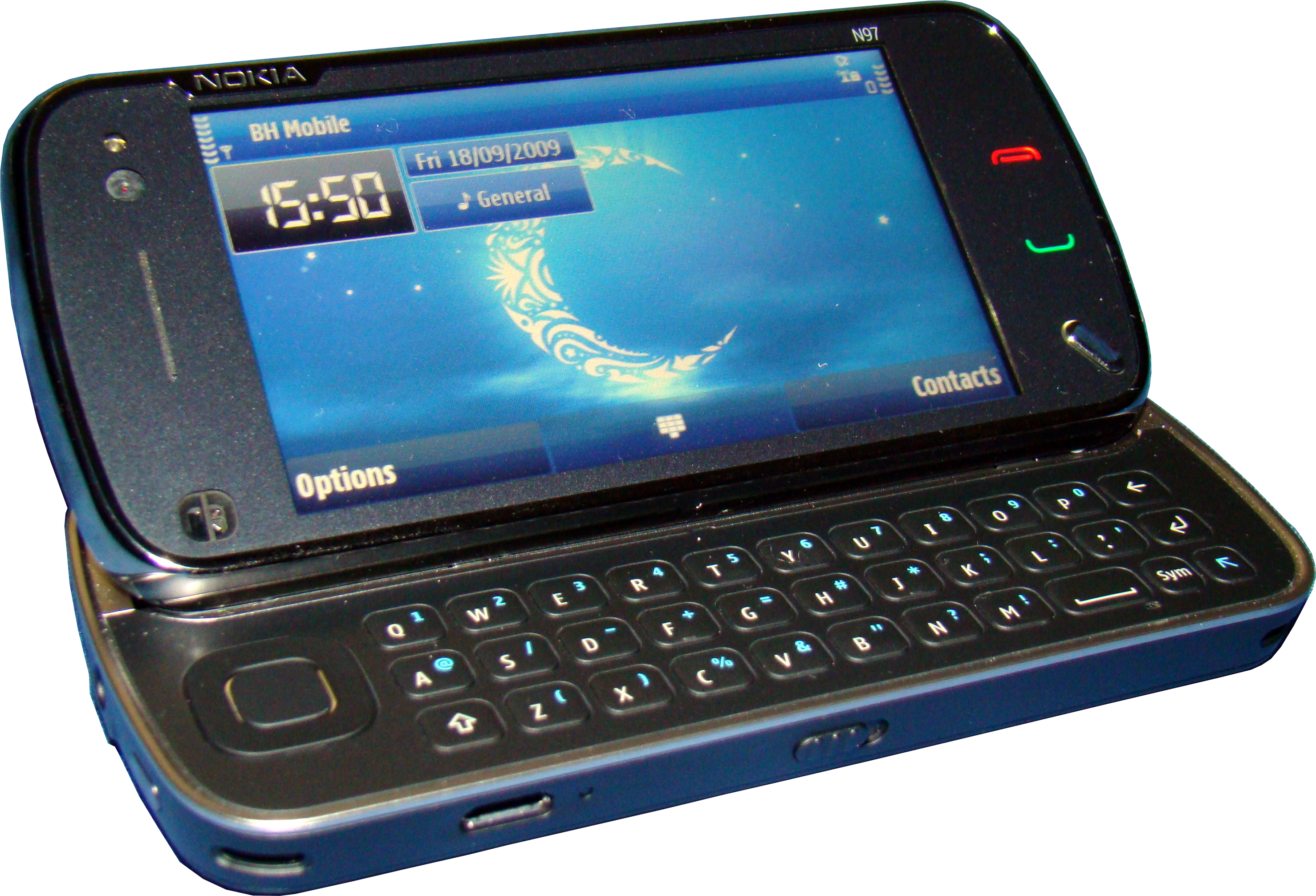
Nokia N97

Das Nokia N97 wurde am 2. Dezember 2008 in Barcelona vorgestellt und war ab dem 18. Juni 2009 im Vorverkauf erhältlich; offizieller Verkaufsstart war der 1. Juli. Neben einem 3,5″-Display mit Touchscreen und 360 × 640 Pixel Auflösung verfügt das Gerät über eine 33-Tasten-QWERTZ-Tastatur, die durch seitliches Aufklappen des Smartphones zum Vorschein kommt. Durch Auf- oder Zuklappen der Tastatur oder – falls aktiviert – durch Drehen des Gerätes wird der Bildschirm auf Quer- bzw. Hochformat umgestellt. Weiterhin besitzt es eine 5-Megapixel-Kamera mit zwei LEDs für Aufnahmen im Dunkeln und einem Carl-Zeiss-Objektiv. Der interne Speicher beträgt 32 GB und kann mit einer microSD-Speicherkarte (max. 32 GB) erweitert werden. Wie schon vorherige Modelle beherrscht das N97 Bluetooth, WLAN, Navigation über A-GPS und HSDPA. Als Betriebssystem kommt Symbian OS v9.4 mit der Benutzeroberfläche S60 5th Edition zum Einsatz. Mit diesem Gerät ist auch telefonieren über Skype möglich. Erstmals bei einem Nokia-Smartphone kann die Oberfläche über Widgets nahezu frei konfiguriert werden.

### Nokia N97 mini
Das seit Oktober 2009 erhältliche Nokia N97 mini ist der kleine Bruder des N97. Unterschiede zwischen den Modellen sind der mit 3,2″ etwas kleinere Touchscreen (allerdings gleicher Auflösung und dadurch höherer Pixeldichte) des N97 mini, der geringere integrierte Speicher von 8 GB, der fehlende FM-Transmitter, eine andere Tastatur und die fehlende Kameraabdeckung. Das Modell ist mit 113 × 52,5 × 14,2 mm geringfügig kleiner und leichter (138 statt 150 Gramm). Serienmäßig ist bei diesem Modell ein Reise- und Restaurant-Führer und der Nokia Store integriert.

## Nokia N8xx-Serie
Bei der Nokia N800-Serie handelt es sich um eine Reihe von Internet-Tablets die sich erheblich von den restlichen Modellen dieser Serie unterscheiden. Die Merkmale dieser Serie sind ihr großes Display (4,13″ Diagonale), ihr hohes Gewicht und das im Gegensatz zu den anderen Modellen der N-Series verwendete Linux-Betriebssystem Maemo. Diese Modelle können als die Nachfolger des Internet-Tablets Nokia 770 angesehen werden.

### Nokia N800 Internet Tablet

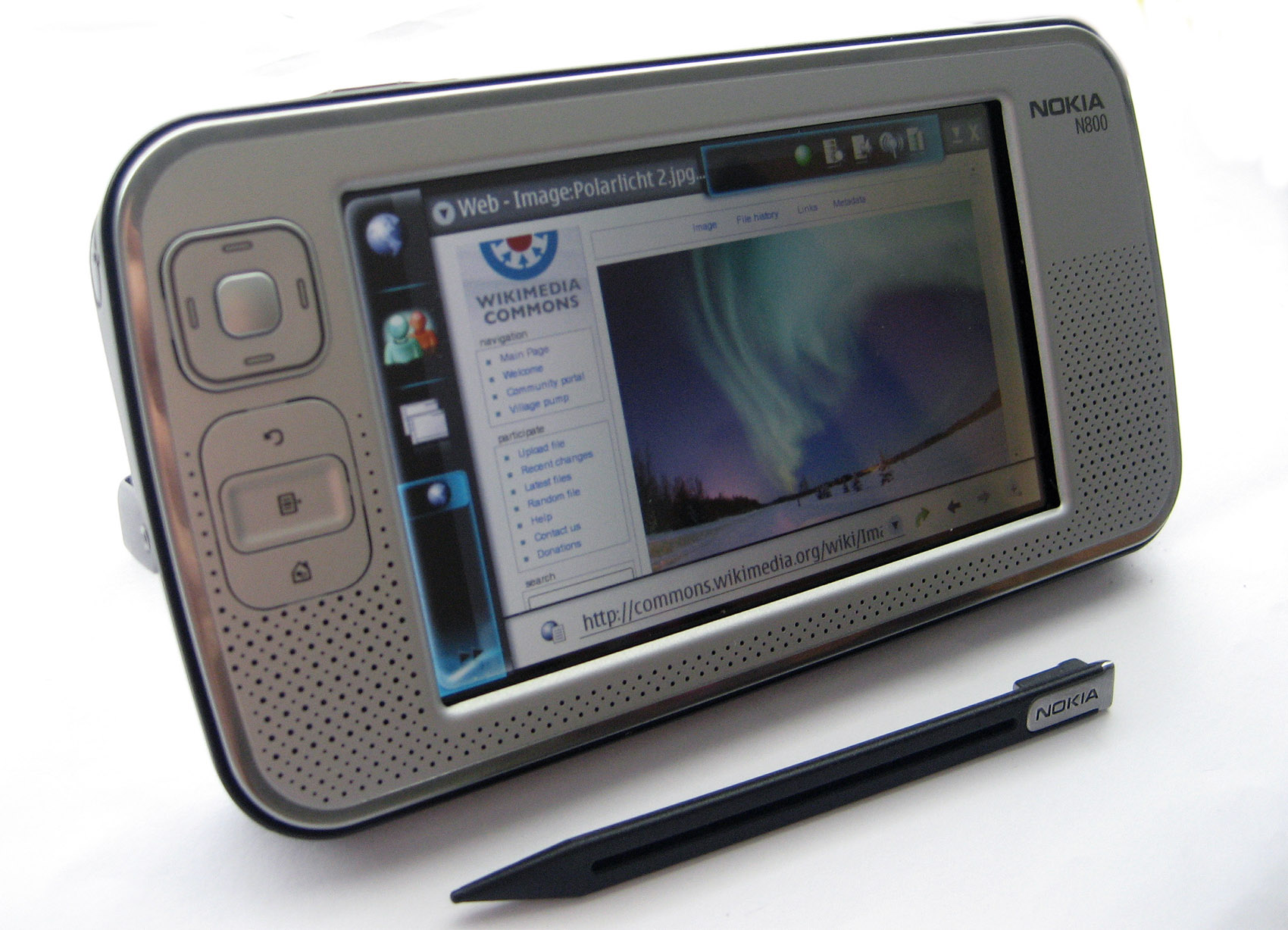
Nokia N800

Das Nokia N800 Internet Tablet ist das zweite Internet-Tablet der Nokia N-Serie. Es hat einen Touchscreen mit 800×480 Pixeln, wird durch ein eigenes Betriebssystem (Internet Tablet – OS Edition 7.0, Linux-basierend) bedient und hat nur eine virtuelle Tastatur. Das N800 verfügt über einen Flash-Player, Software für Internet-Telefonie, Messaging und E-Mail und ist mit Stereo-Lautsprechern ausgestattet. Dieses Modell hat eine Webcam, enthält einen integrierten Flash-Speicher von 256 MB und kann nach Upgrade auf OS2008 durch zwei SDHC-Karten um insgesamt 64 GB erweitert werden. Das originale OS unterstützt nur 2 × 4 GB, keine SDHC-Karten. Es wiegt 206 Gramm, mit dem austauschbaren Akku. Der Akku mit 1500 mAh hat eine angegebene Stand-By-Zeit von bis zu zwölf Tagen.

### Nokia N810
Das Nokia N810 ist der Nachfolger des N800. Es verfügt ebenfalls über ein 4,13″-Display mit einer Auflösung von 800x480 Bildpunkten bei 16,7 Mio. Farben. Der interne Speicher ist 2 GB groß und kann mit einer miniSDHC-Karte aufgerüstet werden. Eine weitere Neuerung ist der integrierte GPS-Empfänger. Dieses Modell ist im Gegensatz zu seinem Vorgänger mit einer ausziehbaren QWERTZ-Tastatur ausgestattet.
Das Modell ist mit dem Linux-basierten Internet-Tablet-OS 2008 und dem TI OMAP 2420-Prozessor mit 400 MHz ausgestattet und verfügt zudem noch über eine Klinkenbuchse für normale Kopfhörer und einen Micro-USB-Anschluss. Das Modell ist mit 226 Gramm ca. 20 Gramm schwerer als sein Vorgänger.

### Nokia N810 WiMAX Edition
Das Nokia N810 WiMAX Edition ist eine erweiterte Version des N810 und bietet zusätzlich WiMAX-Funktionalität für eine schnelle Datenübertragung.

## Nokia N9xx-Serie
Die N9xx-Serie vereint einige Merkmale der N800 Internet-Tablets und Merkmale der Smartphones der NSerie. Als Betriebssystem kommt das auf Linux basierende Debian-Derivat Maemo 5.0 zum Einsatz.

### Nokia N900
Das Nokia N900 ist das erste Modell der N9xx-Serie, das am 27. August 2009 vorgestellt wurde. Es verfügt über einen ARM Cortex-A8-Prozessor mit 600 MHz, der auf 256 MB RAM, sowie eine dreimal so große Swap-Partition zugreifen kann. Als 3D-Beschleuniger kommt ein PowerVR SGX zum Einsatz. Der gesamte interne Speicher beträgt 32 GB, wobei ein microSD-Kartenslot weitere 32 GB ermöglicht. Es besitzt eine aufschiebbare QWERTZ-Tastatur ähnlich der des N97 mini und eine 5 Megapixel-Kamera mit Carl-Zeiss-Objektiv und Objektivverschluss. Im Gegensatz zu der vorhergehenden Nokia N8xx-Serie besitzt es einen kleineren Touch-Screen mit einer Diagonale von 3,5 Zoll bei einer identischen Auflösung von 800×480 Pixel. Ein Novum in der Internet-Tablet-Serie ist die Möglichkeit, über GSM und UMTS zu telefonieren, sowie zur Datenübertragung HSPA zu nutzen. Es können auch mehrere SIP-Konten angelegt werden. Zusätzlich stehen WLAN, EDGE, GPRS, Bluetooth und Infrarot zur Verfügung. Das Nokia N900 ist in Deutschland seit dem 4. Dezember 2009 erhältlich.
Durch das Linux-Betriebssystem Maemo lassen sich tiefergreifende Anpassungen vornehmen, z. B. ist es möglich, aus dem App-Manager einen alternativen Linux-Kernel (2.6.28.10) zu installieren, der IPv6, NAT und noch einige andere Features beinhaltet. Außerdem kann man über das vorinstallierte Programm X Terminal direkt auf die Shell des Geräts zugreifen. Ferner lassen sich übliche GNU-Programme wie bash 3, die GNU Core Utilities oder ein OpenSSH-Server installieren.

### Nokia N950
Das Nokia N950 ist das Schwestermodell des Nokia N9 und wurde am 21. Juni 2011 als Entwicklermodell vorgestellt. Es wird mit dem Maemo-Nachfolger MeeGo 1.2 ausgeliefert und ist nicht frei erhältlich. Das Gerät wird über verschiedene Programme kostenlos ausschließlich an Meego-Entwickler verteilt. Optisch schließt das Gerät an das N9 an, ist aber etwas größer und robuster und wird mit aufschiebbarer QWERTY-Tastatur ausgeliefert, um die Entwicklung von Software zu erleichtern.

## Symbian^3-Modelle

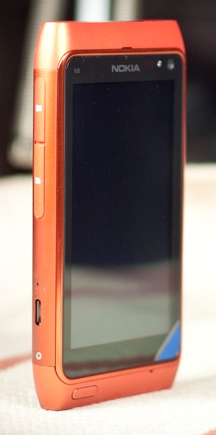
N8 in Orange mit dem Symbian^3-Betriebssystem

Auf sinkende Marktanteile reagiert Nokia mit dem weiterentwickelten Betriebssystem Symbian^3. Damit wollte sich der Hersteller besser am Markt positionieren. Die ersten Modelle mit diesem Betriebssystem waren ab Oktober 2010 verfügbar.

### Nokia N8
Das Nokia N8 ist das erste Symbian^3-Modell der N-Serie. Das im Oktober 2010 veröffentlichte Gerät verfügt über ein 3,5 Zoll großes AMOLED-Display mit einer Auflösung von 360×640 Bildpunkten und einen integrierten Speicher von 16 GB, der mittels bis zu 32 GB großer microSD-Karte auf insgesamt 48 GB erweitert werden kann. Das N8 besitzt als zweites Nokia-Smartphone – nach dem Nokia X6 – einen kapazitiven Touchscreen mit Multi-Touch.
Des Weiteren verfügt das Gerät über Umgebungslicht-, Beschleunigungs- und Näherungssensor und einen integrierten Kompass mittels Magnetometer. Eine hochauflösende Kamera verfügt über eine Carl Zeiss Optik mit einer Auflösung von 12 Megapixel, ein überdurchschnittlich großer Bildsensor nimmt Video auch in HD-Qualität (720p) auf. Unterstützt wird die Kamera von einem Xenon-Blitz. Daneben ist auch eine Frontkamera vorhanden, die u. a. für Videotelefonie genutzt werden kann. Die integrierten Schnittstellen (USB On-The-Go, Bluetooth 3.0, WLAN g/b/n) sowie der GPS-Empfänger entsprechen dem heutigen Standard, wohingegen der HDMI-Ausgang sowie der Pentaband-GSM/UMTS-Empfang eine Neuheit bei einem Mobiltelefon darstellt. Eine weitere Besonderheit ist die Option, die gespeicherte Musik via integriertem UKW-Transmitter an jedes UKW-Radio im Umkreis von zwei Metern zu übertragen. Dieses Telefon wiegt 135 Gramm  und verfügt über einen offiziell nicht selbst tauschbaren Akku (BL-4D, 1200 mAh Kapazität), gesichert mit zwei Torx-Schrauben. Es war seit Oktober 2010 in den Farben Silber-Weiß, Dunkelgrau, Grün, Blau und Orange erhältlich. Neu hinzugekommen sind die Farben Pink und Bronze. Seit August 2011 war ein Firmwareupdate auf Symbian Anna und ab Februar 2012 auch auf Nokia Belle verfügbar.

## MeeGo-Modelle

### Nokia N9
Am 21. Juni 2011 stellte Nokia offiziell das Nokia N9 vor, das im Laufe des Jahres mit dem Betriebssystem MeeGo 1.2 Harmattan erschien. Das Gerät verfügt über einen 3,9 Zoll großen kapazitiven AMOLED-Touchscreen mit einer Auflösung von 854x480 Pixeln (FWVGA-Format) bei 16,7 Millionen Farben. Die Displayscheibe besteht aus schwach gewölbtem Gorilla Glass; die CPU ist ein ARM Cortex-A8 mit einem Gigahertz Taktfrequenz, dem ein Gigabyte Arbeitsspeicher und 16 oder 64 GB interner Speicher zur Verfügung stehen. Neben einem Umgebungslicht-, Beschleunigungs- und Näherungssensor besitzt das N9 einen GPS-Empfänger, einen integrierten Kompass. Die Kamera mit Carl-Zeiss-Optik bei einer Auflösung von 8 Megapixeln, unterstützt von einem Dual-LED-Blitzlicht enttäuschte. Sie ermöglicht Videoaufnahmen in HD-Qualität (720p). Eine Frontkamera ist vorhanden. Als integrierte Schnittstellen sind ein USB-Anschluss, Bluetooth V2.1 (Software) bzw. V4.0 (Hardware), WLAN g/b/n sowie als Besonderheit ein NFC-Chip vorhanden. Das Smartphone wiegt bei Abmessungen von 116,45 × 61,2 × 7,6–12,1 mm mit Akku 135 g. Das N9 verfügt über keinen Speicherkartenslot
und wurde nicht in den Schlüsselmärkten Deutschland, Großbritannien, Japan, Kanada, Schweden und den USA vertrieben. In Österreich und der Schweiz war das N9 jedoch auf offiziellem Wege erhältlich.